# 幽靈槍
幽灵枪（Ghost gun）是指沒有廠家序列号的自制或简易枪支。幽靈槍這一概念在美国主要由槍枝管制支持者、枪支权利擁護者、执法部门和一些枪支行业的人提及。由於不在市場上購買槍支，通常那些自己制造槍支的持槍者不受美國联邦政府或州政府規定的對購買槍支者背景调查的限制。2022年4月11日，美国司法部決定禁止商家不进行背景调查就出售幽灵枪套件，将此類套件列为联邦法律认定的武器，要求商家登记已出售的幽灵枪等。